# Америчко психијатријско удружење
Америчко психијатријско удружење (АПА) је главна професионална организација психијатара и психијатара приправника у Сједињеним Америчким Државама и највећа психијатријска организација на свету. Окупља више од 39.200 чланова који се директно баве психијатриским послом или су истраживачи и део академске заједнице.
Удружење објављује разне часописе и брошуре, као и Дијагностички и статистички приручник за менталне поремећаје (Diagnostic and Statistical Manual of Mental Disorders). DSM кодификује психијатријска стања и углавном се користи у Сједињеним Америчким Државама, као водич за дијагностиковање менталних поремећаја.
Организација има седиште у Вашингтону.

## Историја
На састанку 1844. године у Филаделфији, тринаест надзорника и менаџера менталних институција основало је Удружење медицинских надзорника америчких установа за душевно оболеле (AMSAII). Група је укључивала Томаса Киркбрајда, творца модела азила који је коришћен широм Сједињених Држава. Група је основана да се фокусира „првенствено на управљање болницама и како то утиче на бригу о пацијентима“, уместо да спроводи истраживања или промовише професију.
Организација је 1893. променила име у Америчко медико-психолошко удружење. Године 1921, удружење је променило то име у садашње Америчко психијатријско удружење. Удружење је основано 1927. године.